# クリックホイール

第3世代iPodまで搭載されていた「タッチホイール」とは違い、ボタンが内蔵される形となった。

クリックホイール(英名:click wheel)とは、AppleのiPod miniで初めて採用され、以降のiPodシリーズの多くに搭載されていたマンマシンインタフェースである。スクロール用のタッチパッドと押しボタンが合わさり、1つの装置となっていることが主な特徴である。クリックホイールのデザインは、当時Appleのワールドワイドマーケティング担当シニアバイスプレジデントであったフィル・シラーによるものである。

## 概要
クリックホイールの前身となったのは第1世代iPod（のちのモデルでは「iPod classic」）に入力機器として搭載された「スクロールホイール」、および第2〜第3世代iPodに搭載された「タッチホイール」である。
第1世代のスクロールホイールは指を使って物理的に回転させる円形のパッド部分と、上下左右および中央の5つの独立したボタンからなるインターフェースであった。第2世代のタッチホイールは円形の部分を物理的に回転はしない静電容量センサー方式に変えたもので、指を滑らせるように表面に触れることで指がタッチパッド上のどの位置に存在するかを微弱な静電容量の変化として検出し、センサーの表面をなぞった指の軌跡によって、操作をiPod上に反映させるようになっている。このように、操作の検出に微弱な電気を利用するため、手袋をしたままの状態や一部のタッチペンなどでは正しく操作できない場合がある。
2004年1月6日に発表された、iPod miniではさらに上下左右のボタンがパッド部分に統合された「クリックホイール」となった。静電容量センサーの機能はそのままに、パッド自体が十字キーのように四方向に斜めに傾くことでボタンとして押下することを可能としたものである。上下左右のボタンは、タッチパッドのセンサーによって押している方向を検出しているのではなく、物理的に金属の接点を接触させることによって操作を検出するものとなっている。
iPod miniの発表当初はクリックホイールは本体の小型化のための改良であると説明されていたが、後に発売された第4世代iPod classicにもクリックホイールは逆輸入され、その後全てのiPod classicシリーズに搭載されていた。また、iPod miniの後継機種となるiPod nanoシリーズにも第1〜5世代まで搭載されていた。
iPod shuffleシリーズはホイール機能のないボタン、iPod touchシリーズはマルチタッチディスプレイを搭載していたため、クリックホイールは採用されていない。iPod nanoも第6世代からはマルチタッチディスプレイに切り替わり、iPod classicの終売とともにクリックホイールはその役目を終えた。
日本では、発明家齋藤憲彦が特許を先願していたして法廷闘争になり、Appleの特許侵害が日本の裁判所で認定された（リンク切れ）。
米国では2002年9月26日に、ヨーロッパ各国では2002年10月22日に申請された、Appleの特許が成立している。

## 搭載された機器
- iPod mini

全てのモデルに搭載されていた。
- iPod classic

第4世代から新しく搭載され、その後は最終モデルである第6.5世代(Late 2009)まで引き続いて搭載されていた。
- iPod nano

第1世代から第5世代まで搭載されていた。
- Nokia 7280
- Nokia 7380

GSM携帯電話。Nokiaは、スピナー・ホイールと呼んでいた。クリックホイールとは構造がことなるが、ほぼ、同じ働きを持つ。